# Silent Nation
Silent Nation è il decimo album in studio del gruppo musicale britannico Asia, pubblicato nel 2004 dalla Inside Out Music.

## Tracce
1. What About Love – 5:25
2. Long Way from Home – 5:58
3. Midnight – 6:23
4. Blue Moon Monday – 7:16
5. Silent Nation – 6:03
6. Ghost in the Mirror – 4:35
7. Gone Too Far – 6:47
8. I Will Be There for You – 4:09
9. Darkness Day – 6:17
10. The Prophet – 5:15

Traccia bonus nell'edizione giapponese
1. Rise – 4:47

## Formazione
Gruppo
- Geoff Downes - tastiere, percussioni
- John Payne - voce, basso, chitarra
- Guthrie Govan - chitarra
- Chris Slade - batteria

Altri musicisti
- Billy Sherwood - basso, chitarre
- Jay Schellen - batteria
- Kim Nielsen Parsons - basso
- Ant Glynne - chitarre